# A Wild Goose Chase (film 1919 Beaumont)
A Wild Goose Chase è un film muto del 1919 diretto da Harry Beaumont. Film drammatico su una spedizione artica, aveva come interpreti Hazel Daly, Sidney Ainsworth, Chester Barnett, Matt Moore.

## Produzione
Il film fu prodotto dalla Triangle Film Corporation.

## Distribuzione
Distribuito dalla Triangle Distributing, il film uscì nelle sale statunitensi il 2 marzo 1919. In Francia, fu distribuito il 14 aprile 1922 con il titolo Les Drames d'une expédition polaire.
Non si conoscono copie ancora esistenti della pellicola che viene considerata presumibilmente perduta.